# Apple Pay
Apple Pay是蘋果公司于2014年发布的移动支付和電子錢包服務，集成于Apple Wallet应用中，仅能使用蘋果公司推出的iPhone（iPhone 6 或更新机型）、Apple Watch（iPhone 5 或更新机型配对使用 Apple Pay）和 iPad（iPad Air 2、iPad mini 3、iPad Pro 或更新机型）等行動裝置來進行款項支付。主要競爭者為Google Pay、Samsung Pay。這些支付服務各自在iOS、Android使用者中擁有一定的使用客群。
通过 Apple Pay 可與支持 VISA 的 payWave、萬事達的 Contactless、中国银联的闪付、JCB 的 J/Speedy 以及美國運通的 ExpressPay 的非接触式终端直接相容。初期 Apple Pay 僅限於美國的付款卡，現時Apple Pay已在多個國家及地區開放。

## 歷史
Apple Pay 是在蘋果於2014年9月9日舉行的 iPhone 6 活動上發表。在發表會上，蘋果公司執行長提姆·庫克（Tim Cook）形容磁條卡片付款的流程是失敗的，因為整套系統必須依靠塑膠卡片上「過時且不安全的磁條介面」、「暴露在外的卡片號碼」以及不安全的「安全碼」，庫克認為蘋果將能擔任改良這套系統的角色。Apple Pay 於2014年10月隨著iOS 8.1的軟體更新正式启用，当时可以使用 Apple Pay 的设备只有 iPhone 6 和 iPhone 6 Plus。
Apple Pay 服務在推出前籌備已久，蘋果在多年間收購了數間新創公司、聘用管理人員，並申請了多項與支付相關的專利。蘋果與美國運通、萬事達和 VISA 合作。這項合作計畫於2013年1月正式展開，而在此之前數間公司已針對蘋果加入計畫的可能性討論多年。一位 VISA 的高層表示其公司內有超過750名員工花費數年來開發加密的「令牌」（token）系統，並與其他協力夥伴的相關團隊有著合作關係。萬事達在2013年開始參與此一計畫，並希望合作的成果能成為「行動支付的標準」。Apple Pay 發表的同時，萬事達和 VISA 正在推動支援非接觸式付款的銷售時點情報系統（POS）更新計畫。蘋果接著在2013年接觸數間大型銀行，洽談合作事宜，這些銀行的名字皆嚴格保密。摩根大通甚至設置了一間沒有窗戶的「戰情室」來討論敏感的合作細節。該公司300名負責此計畫的員工中，僅有100人知道合作夥伴是蘋果。其他熟悉此計畫的人士直到發表會時才得知計劃的名稱為「Apple Pay」。蘋果公司在此一合作計畫的參與直到公開發表前一直維持著保密的狀態。
蘋果預期將會對 Apple Pay 系統上發生的詐欺行為負擔一定比例的責任。合作銀行在此服務上擔任十分重要的角色，根據報導，蘋果與銀行間經過協商後降低了交易手續費。作為回饋，銀行端希望此服務能夠讓更多消費交易經過銀行的信用卡或金融卡系統。在美国，苹果通过 Apple Pay 对每笔信用卡交易收取0.15%的费用，对每笔借记卡交易收取0.5美分费用。蘋果公司也推出了 Apple Pay 的應用程式介面（API），讓開發者能在其他應用程式中使用此服務。
2015年12月18日，苹果公司宣布与中国银联合作，将在中国大陆推出 Apple Pay。根据苹果公司发布的新闻稿，Apple Pay 的技术严格遵循中国国家和金融行业移动支付标准，并将按照中国监管部门要求完成相关检测和认证。北京时间2016年2月18日，Apple Pay 正式在中国内地市场推出。
2016年9月16日，蘋果宣佈將於日本推出Apple Pay。在日本發售的iPhone 7及iPhone 7 Plus將採用由Sony研發的FeliCa Type-F NFC技術，因為FeliCa在日本擁有較高的滲透率。Apple Pay也支援由當地最大鐵路公司東日本旅客鐵道（JR東日本）所發行的Suica，可用來搭乘大眾運輸。
2016年4月21日，中华民国中央银行曾向金管會建議阻擋Apple Pay入台，原因包含 Apple Pay 不如國內系統效率高、個資保護不易、課稅資料難以取得、銀行服務成本高以及不利國內產業發展等五大理由。5月11日，時任行政院長的張善政才終於同意開放Apple Pay等國際行動支付進入台灣，同時也要求Apple Pay要與國內非信用卡的支付業者合作，讓金融卡、悠遊卡等業者也有機會上線。
2017年3月29日，Apple Pay在台灣正式上線，首批合作銀行為中國信託、國泰世華銀行、玉山銀行、渣打銀行、台北富邦銀行、台新銀行和聯邦商業銀行等七間民營銀行。
2018年3月30日，在 iOS 11.3 与 watchOS 4.3 更新中，包含了 Apple Pay 添加北京市政交通一卡通（互通卡除外）、上海公共交通卡的功能。用户可以将现有交通卡余额转移至 Apple Pay 的交通卡上，或直接在设备上使用 Apple Pay 银行卡购买新卡片。绑定卡片后，可使用卡片乘坐地铁、公交、上海磁悬浮等，设置为“快捷公交卡”后，无需 Touch ID 或 Face ID 验证即可使用卡片。此外，不少城市的公共交通工具也支持通过Apple Pay银联卡支付乘车。
2018年5月，Apple Pay 网页支付（Apple Pay on the Web）适配中国银联。首个支持的商户为中国国际航空移动官网。
2019年3月25日，苹果发布与高盛合作推出的MasterCard万事达信用卡Apple Card。该卡片与iOS“钱包”app深度融合，可以直接从iPhone在线申请用于Apple Pay的电子卡片。通过“钱包”app，用户可查看卡片信息、开支、应还款额和消费记录等信息，并可调整透支限额。该卡使用Apple Pay进行一般消费可获2%返利，在Apple Store和app store消费则可获得3%返利。该卡没有年费、提现费、逾期费等费用。并且该卡片的消费信息将不会被苹果或高盛读取。一张相对应的设计简约的实体信用卡也被一同发布。
2019年8月6日，蘋果宣佈於澳門正式推出Apple Pay。目前只支援銀聯，首批合作銀行為工銀澳門和大西洋銀行。
2020年4月8日，苹果开放添加京津冀互联互通卡和深圳通，这也意味着Apple Pay支持了中国全国交通一卡通互联互通（交通联合）业务。此后数月内，苹果相继开放岭南通·羊城通、江苏交通一卡通·苏州、厦门e通卡、天津互联互通城市卡和长沙潇湘卡等中国大陆城市的交通联合卡片。由于该类卡片仅载有交通联合标准，因此无法完成商铺消费和市政服务等实体卡片相同的功能，基本上只剩下乘車功能。
2020年6月2日，苹果开放添加八達通。因为其使用FeliCa技术，Apple Pay八達通仅支持iPhone 8、Apple Watch Series 3及更新设备，客戶需將iPhone更新至iOS 13.5才可使用。在日本发售的iPhone 7系列手机虽然也支持FeliCa技术，但无法添加八達通。
2022年2月8日，苹果在美国推出Tap to Pay功能，商户可以通过iPhone自带的NFC功能，接受顾客的Apple Pay付款，而无需配置POS机或手机外接终端设备。
2022年2月起，因俄罗斯入侵乌克兰而被美国制裁的部分俄罗斯银行，将无法使用Apple Pay服务。
2022年，苹果在WWDC上发布其与万事达和高盛合作Apple Pay Later贷款业务。
2024年，苹果宣布停止Apple Pay Later服务，并称正考虑推出一项新的分期贷款服务。
2024年，迫于欧盟监管系统的压力，苹果将允许竞争对手在 iPhone 上使用非接触式支付技术，这意味着欧盟用户将不再局限于使用Apple Pay支付；苹果被要求最迟于 2024年7月25日之前实施这项变化。

## 服務
Apple Pay 是一種行動支付服務，能在實體和線上商店結帳時使用特定的蘋果行動裝置支付款項。這項服務能取代傳統信用卡或借记卡的付款流程，並將之數位化。此服務能讓蘋果的行動裝置與銷售時點情報系統（POS）間透過近場通訊（NFC）、Secure Element（一種專門負責儲存經過加密之付款資訊的晶片）以及蘋果的 Touch ID（只适用于有Touch ID功能的iPhone手机）或Face ID（只适用于有Face ID功能的iPhone手机）和Wallet 互相傳遞資訊，在 Apple Watch Series 3 及更新机型以及 iPhone 8 和 iPhone 8 Plus 及更新机型上，最多可以在一台设备上添加 12 张信用卡、借记卡或交通卡；在以前的机型上，最多可以在一台设备上添加八张卡片。iPhone 5 或更新机型的使用者能透過 Apple Watch 使用 Apple Pay，但手錶上並沒額外的生物認證裝置。Apple Pay 在各裝置上並未預設開啟，在支付資訊進入蘋果手錶後，使用者必須輸入一個密碼才能啟用。手錶上的感應器將會確認手錶是否被配戴在持有者手上，若使用者取下手錶，Apple Pay 將會自動上鎖。
这项服务对零售商保密消費者的付款信息，并在每次交易时都會产生动态密码。苹果表示不会追蹤消費者的使用狀況，這些資訊僅限在顧客、商家和银行之间流通。若消費者的手機遗失，也可透過「Find My iPhone」服務遠端停止 Apple Pay 的服务。
在實體商店消費時，使用者將手持Apple Pay设备將其靠近商店的POS机。iPhone 用户可以通过将自己的惯用指轻按在 Touch ID 传感器上（只适用于有Touch ID功能的iPhone手机) 或使用 Face ID（只适用于有Face ID功能的iPhone手机) 照射脸部来授权服务，Apple Watch用户則可通过双击手表上的按键来授权服务。在 Apple Pay 正式服务時，有220,000間合作零售商可使用此項服務，包括梅西和布魯明黛百貨公司、連鎖藥局沃爾格林和 Duane Reade、速食連鎖店赛百味和麥當勞，以及蘋果公司旗下的 Apple Store 和 目標百貨、Whole Foods 等其他零售商。在应用程序（App）内結帳時，使用者可選擇 Apple Pay 作為付款方式，並透過 Touch ID或Face ID 來授權付款。Groupon、Panera Bread 和Uber的應用程式在服務啟用時即可支援使用 Apple Pay 付款。使用者可透過 iTunes商店帳號或拍攝卡片來將信用卡加入服務中。
与PayPal、支付宝等移动支付方式不同的是，Apple Pay提供的服务仅包含为加入计划的金融机构在支持Apple Pay上下发虚拟卡片，Apple并不处理交易。在商户支持方面，仍需留意商户提供的卡组织或其它支持的支付方式。

### 跨地区使用
除交通卡外，Apple Pay 支持 EMV 的非接触支付标准，通过各大信用卡网络进行交易，因此不管店家是否特别说明支持 Apple Pay（事实上仅需POS机支持即可），或者使用者的 Apple Pay 中的卡片不属于店家所在国，皆可在全球各地提供对应卡组织网络的商户使用。但是不同国家之间或者不同发卡机构间的配置上的不同，旅行者在其他国家或地区使用时可能会出现无法支持的情况。现在已知的情况包括：
- 如果借记卡或信用卡所发行的卡组织不在旅行地提供服务，没有提供可选的支付方式，或没有代为处理的收单机构或卡组织联盟关系，则无法使用。
- 美国发行的 VISA 卡不支持离线数据认证，这导致不能在伦敦交通局等公共交通服务上使用。
- 加拿大、英国地区以及可能其他非美国地区发行的VISA卡仅支持在EMV的非接触支付标准下完成支付，不支持传统的磁条仿真交易。美国大部分的非接触支付终端目前都不支持 EMV 的非接触支付标准（即便终端支持EMV的刷卡交易），所以当受影响的旅行者在美国使用 Apple Pay 时，会在 iPhone 屏幕和终端上显示“无法完成交易”的提示。
- 加拿大大部分银行会发行含有 Interac (加拿大国家借记卡系统和主要的资金转账网络）和 Visa 的双结算网络的借记卡，当它被添加到Apple Pay时，只会走 Interac 的支付渠道，所以在加拿大境外不支持非接触付款。
- 美国发行的美国运通卡不支持 EMV 的非接触支付标准，这导致不能在伦敦交通局等公共交通服务以及其他不支持美国运通的磁条仿真交易的终端上使用。
- 中国大陸的Apple Pay对于借记卡和信用卡目前只提供銀聯且不完全兼容EMV的卡片。[24]中国大陆发行的非银联卡则无法绑定至Apple Pay。[25]
- 部分日本金融机构所发行的万事达、Visa或JCB卡在Apple Pay上仅支持基于FeliCa的QUICPay或iD，不支持EMV交易，故只能在日本境内使用。

## 支持情况

### 启用服務的地区
| 启用 Apple Pay 的地区                                             | 启用 Apple Pay 的地区                   | 启用 Apple Pay 的地区 |
| ----------------------------------------------------------------- | --------------------------------------- | --- |
| 可使用 Apple Pay 服務的國家地區 暫時中止 Apple Pay 服務的國家地區 |                                         | |
| 启用日期                                                          | 地区                                    | 備註 |
| 2014年10月20日                                                    | 美国（不含 波多黎各及其他美國海外領土） | |
| 2015年7月14日                                                     | 英国                                    | |
| 2015年11月17日                                                    | 加拿大                                  | |
| 2015年11月19日                                                    | [ 29 ]                                  | 无法将eftpos卡添加到iPad和Mac。 |
| 2016年2月18日                                                     | 中国大陆                                | 需使用iOS 11.2及以上版本的iPhone和iPad才可在Safari中使用Apple Pay。                                                                                 |
| 2016年4月19日                                                     | 新加坡                                  | |
| 2016年7月7日                                                      | 瑞士                                    | |
| 2016年7月19日                                                     | 法國                                    | |
| 2016年7月20日                                                     | 香港                                    | |
| 2016年10月4日                                                     | 俄羅斯                                  | 部分因俄乌战争而受美国制裁的银行暂无法使用Apple Pay                                                                                                 |
| 2016年10月13日                                                    | 新西兰                                  | |
| 2016年10月25日                                                    | 日本                                    | Apple Watch Series 3、iPhone 8、iPhone X及以后发布的機型和日本型號的iPhone 7、iPhone 7 Plus及Apple Watch Series 2才能使用Suica、QuicPay、iD等功能。 |
| 2016年12月1日                                                     | 西班牙                                  | |
| 2017年3月7日                                                      | 根西                                    | |
| 2017年3月7日                                                      | 愛爾蘭                                  | |
| 2017年3月7日                                                      | 马恩岛                                  | |
| 2017年3月7日                                                      | 澤西                                    | |
| 2017年3月29日                                                     | 中華民國（臺灣）                        | |
| 2017年5月17日                                                     | 義大利                                  | 无法将Maestro卡添加到iPad和Mac。 |
| 2017年5月17日                                                     | 圣马力诺                                | |
| 2017年5月17日                                                     | 梵蒂冈                                  | |
| 2017年10月23日                                                    | 丹麦                                    | |
| 2017年10月23日                                                    | 格陵兰                                  | |
| 2017年10月23日                                                    | 瑞典                                    | |
| 2017年10月23日                                                    | 芬兰                                    | |
| 2017年10月23日                                                    | 阿联酋                                  | |
| 2018年4月4日                                                      | 巴西                                    | |
| 2018年5月17日                                                     | 乌克兰                                  | |
| 2018年6月19日                                                     | 波蘭                                    | |
| 2018年6月20日                                                     | 挪威                                    | |
| 2018年11月28日                                                    | 比利时                                  | |
| 2018年11月28日                                                    |                                         | |
| 2018年12月11日                                                    | 德国                                    | |
| 2019年2月19日                                                     | 沙烏地阿拉伯                            | |
| 2019年2月19日                                                     | 捷克                                    | |
| 2019年4月24日                                                     | 奥地利                                  | |
| 2019年5月8日                                                      | 冰島                                    | |
| 2019年5月21日                                                     | 匈牙利                                  | |
| 2019年5月21日                                                     | 盧森堡                                  | |
| 2019年6月11日                                                     | 荷蘭                                    | 无法将Maestro卡添加到Mac。 |
| 2019年6月26日                                                     | 保加利亚                                | |
| 2019年6月26日                                                     |                                         | |
| 2019年6月26日                                                     | 賽普勒斯 ( 北賽普勒斯 除外)             | |
| 2019年6月26日                                                     | 爱沙尼亚                                | |
| 2019年6月26日                                                     | 希腊                                    | |
| 2019年6月26日                                                     | 拉脫維亞                                | |
| 2019年6月26日                                                     | 列支敦斯登                              | |
| 2019年6月26日                                                     | 立陶宛                                  | |
| 2019年6月26日                                                     | 馬爾他                                  | |
| 2019年6月26日                                                     | 葡萄牙                                  | |
| 2019年6月26日                                                     | 羅馬尼亞                                | |
| 2019年6月26日                                                     | 斯洛伐克                                | |
| 2019年6月26日                                                     | 斯洛維尼亞                              | |
| 2019年7月2日                                                      | 法罗群岛                                | |
| 2019年8月6日                                                      | 澳門                                    | |
| 2019年9月3日                                                      |                                         | |
| 2019年11月19日                                                    | 白俄羅斯                                | |
| 2020年1月28日                                                     | 蒙特內哥羅                              | |
| 2020年6月30日                                                     | 塞爾維亞                                | |
| 2021年2月23日                                                     | 墨西哥                                  | |
| 2021年3月30日                                                     | 南非                                    | |
| 2021年5月5日                                                      | 以色列                                  | |
| 2021年8月17日                                                     | [ 38 ]                                  | |
| 2021年10月5日                                                     | 巴林                                    | |
| 2021年10月5日                                                     | 巴勒斯坦                                | |
| 2021年11月2日                                                     | [ 41 ]                                  | |
| 2021年11月2日                                                     | 哥伦比亚                                | |
| 2021年11月2日                                                     | [ 43 ]                                  | |
| 2022年1月18日                                                     | 亞美尼亞                                | |
| 2022年3月15日                                                     | 阿根廷                                  | |
| 2022年3月15日                                                     | 秘魯                                    | |
| 2022年4月5日                                                      | 摩尔多瓦                                | |
| 2022年8月9日                                                      | 马来西亚                                | |
| 2022年12月6日                                                     | 科威特                                  | |
| 2022年12月6日                                                     | 约旦                                    | |
| 2023年3月21日                                                     |                                         | |
| 2023年5月2日                                                      | 薩爾瓦多                                | |
| 2023年5月2日                                                      | [ 45 ]                                  | |
| 2023年5月16日                                                     | [ 46 ]                                  | |
| 2023年5月16日                                                     | 巴拿马                                  | |
| 2023年7月18日                                                     | 摩洛哥                                  | |
| 2023年8月8日                                                      | 越南                                    | |
| 2023年8月8日                                                      | 智利                                    | |

### 支付卡
1. 银行间支付结算服务
  - 美国运通
  - Bancomat
  - Bancontact（英语：Bancontact Payconiq Company）[48]
  - Cartes Bancaires（英语：Groupement des Cartes Bancaires CB）
  - 中国银联
  - Dankort（英语：Dankort）
  - 发现卡（Discover）
  - eftpos（英语：eftpos）
  - Electron（英语：Visa Electron）
  - Elo（英语：Elo (card association)）
  - Girocard（英语：Girocard）[49]
  - iD（日语：ID_(クレジット決済サービス)）
  - Interac（英语：Interac）
  - JCB
  - MADA（英语：Saudi Payments Network）
  - 万事顺卡（Maestro）
  - 万事达卡（Mastercard）
  - Mir[50]
  - QUICPay（日语：QUICPay）
  - V Pay（英语：V Pay）
  - Visa
  - napas [51]
  - Meeza [52]
2. 交通卡和电子货币
  - ICOCA
  - nanaco[53]
  - Suica
  - PASMO
  - WAON（英语：WAON）[54]
  - T-Money[55]
  - 八达通
  - Navigo（通游卡）
  - Clipper
  - SmarTrip
  - TAP
  - 全国交通一卡通互联互通
  - 全国城市一卡通互联互通
3. 支持的银行及金融机构
  - 美洲地区（页面存档备份，存于）
  - 亚太地区（页面存档备份，存于）
  - 歐洲及中東地區（页面存档备份，存于）

### 公共交通
以下公共運輸系統支援Apple Pay中的「快速交通卡」功能。
| 国家/地区 | 场景                                                             | 支付方式 |
| --------- | ---------------------------------------------------------------- | --- |
| 澳大利亚  | 新南威尔士州交通局旗下系统                                       | 付款卡 |
| 白俄罗斯  | 明斯克地铁                                                       | 付款卡 |
| 中国大陆  | 所有支持北京市政交通一卡通的交通系统、商户                       | 北京交通卡、Beijing Pass |
| 中国大陆  | 所有支持上海公共交通卡及部分支持全國城市一卡通互聯互通的交通系统 | 上海交通卡 |
| 中国大陆  | 所有支持全国交通一卡通互联互通的交通系统                         | 重庆畅通卡•交通联合版、大连明珠卡、洪城一卡通、吉林通、江苏交通一卡通·常州、江苏交通一卡通·准海通、江苏交通一卡通·苏州、金华市民卡·八婺通交联版、金陵通交通卡、京津翼互联互通卡、岭南通·潮州通、岭南通·广佛通、岭南通·河源粤支付、岭南通·红海通、岭南通·惠州通、岭南通·岭云通、岭南通·茂城通、岭南通·漠江通、岭南通·榕江通、岭南通·韶州通、岭南通·五邑通、岭南通·羊城通、岭南通·肇庆通、宁波交通一卡通、琴岛通·公交卡、泉城通、厦门e通卡、上海交通卡·全国交联版、深圳通互联互通卡、台州公共交通卡、天津互联互通城市卡、西藏交通一卡通、潇湘卡·公共交通卡、燕赵通、长安通 |
| 中国大陆  | 北京地铁、北京市郊铁路                                           | 亿通行Pay·秒通卡 |
| 法国      | 所有支持通游卡的交通系统                                         | 通游卡 |
| 芬兰      | Föli旗下系统                                                     | 付款卡 |
| 日本      | 所有支持ICOCA的交通系统、商户                                    | ICOCA |
| 日本      | 所有支持PASMO的交通系统、商户                                    | PASMO |
| 日本      | 所有支持Suica的交通系统、商戶                                    | Suica |
| 香港      | 所有支持八达通的交通系统、商户                                   | 八達通 |
| 瑞典      | Skånetrafiken旗下系统                                            | 付款卡 |
| 乌克兰    | 基辅的公共交通系统                                               | 付款卡 |
| 英国      | 爱瑞发英国客运旗下系统                                           | 付款卡 |
| 英国      | 布莱顿霍夫巴士公司旗下线路                                       | 付款卡 |
| 英国      | 第一巴士旗下系统                                                 | 付款卡 |
| 英国      | 伦敦交通局旗下系统                                               | 付款卡 |
| 英国      | Metrobus旗下线路                                                 | 付款卡 |
| 英国      | 牛津巴士公司旗下线路                                             | 付款卡 |
| 美国      | 纽约大都會運輸署的站点                                           | 付款卡 |
| 美国      | 所有支持Hop FastPass的系统                                       | Hop Fastpass、付款卡 |
| 美国      | 所有支持SmarTrip的系统                                           | SmarTrip、付款卡 |
| 美国      | 所有支持TAP的系统                                                | TAP卡 |
| 美国      | 所有支持Ventra的系统                                             | Ventra、付款卡 |
| 美国      | 所有支持路路通的系统                                             | 路路通 |
| 韩国      | 所有支持T-Money的交通系统、商户                                  | T-Money |

此外使用支付卡 Apple Pay 還可以搭乘其他接受感應式卡的大眾交通系統，只是如果收費器未支援快捷模式就必須先認證才可感應。

## 另見
- Mi Pay
- Google Pay
- Samsung Pay
- Microsoft Pay

## 备注
1. ↑  由于硬件限制，该功能仅限于 iPhone 7及更新机型
2. 1 2  现已停止新用户开卡

## 外部連結
- Apple Pay - Apple (中国)（页面存档备份，存于）
- Apple Pay - Apple (香港)（页面存档备份，存于）
- Apple Pay - Apple (台灣)（页面存档备份，存于）
- Apple Pay - Apple (澳門)（页面存档备份，存于）